# Jesekiel David Kirszenbaum
Jesekiel David Kirszenbaum (hebräisch יחזקאל דויד קירשנבוים, auch andere Namensformen wie Jecheskiel David Kirszenbaum, geboren 15. August 1900 in Staszów, Russisches Kaiserreich; gestorben 1. August 1954 in Paris) war ein polnisch-französischer Maler. Er publizierte auch unter dem Pseudonym Duvdivani oder Duwdivani.

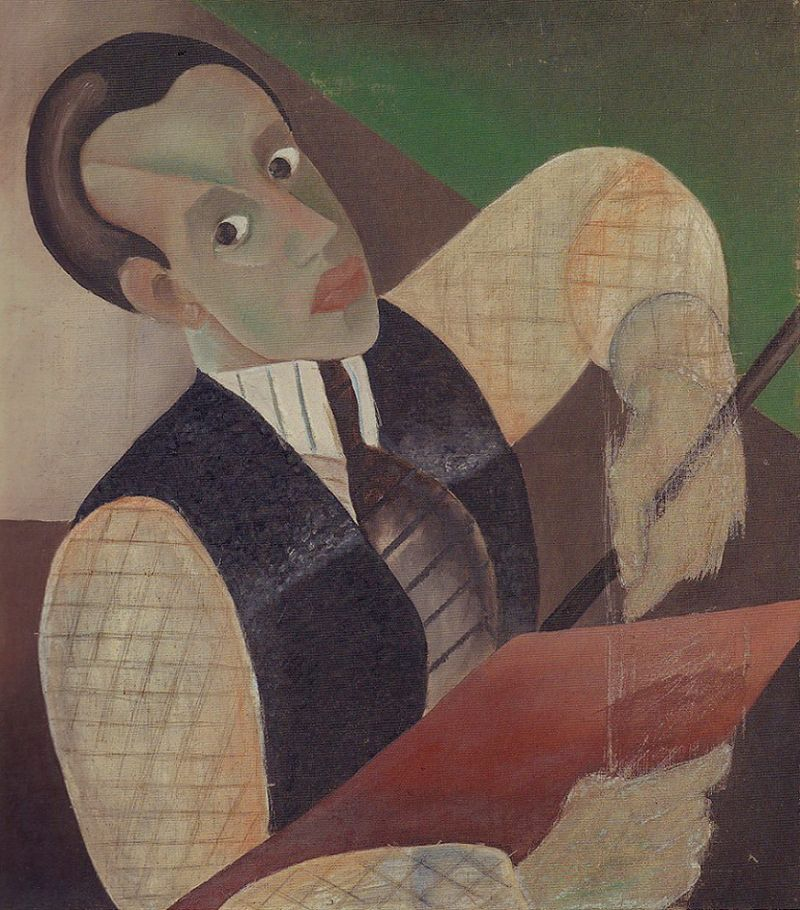
Selbstporträt (1925)

## Leben und Werk

Rabbi am Fenster; Öl auf Leinwand

Kirszenbaum (in Deutschland auch bekannt als Kirschenbaum) wurde als Sohn eines Rabbiners geboren. 1920 kam er als Staatenloser nach Deutschland. Drei Jahre arbeitete er im Ruhrgebiet als Bergmann, um sein Studium am Bauhaus in Weimar zu finanzieren. Er studierte ab 1923 am Staatlichen Bauhaus in Weimar u. a. unter Paul Klee, Wassily Kandinsky und Lyonel Feininger. 1925 zog er nach Berlin. Dort zeichnete er Karikaturen für die Berliner Arbeiterpresse, etwa die Zeitschriften Ulk, Querschnitt, Roter Pfeffer, Magazin für alle und im KPD-Organ Die Rote Fahne. Teilweise arbeitete er unter dem Pseudonym Duwdivani bzw. Duvdivani. 1930 heiratete Kirszenbaum die Journalistin Helma Joachim (1904–1944), die für die Deutsche Bühnengenossenschaft arbeitete. Sie lebten zunächst in Eichwalde. 1929 stellte er auf der Juryfreien Kunstausstellung in Berlin aus. Er wurde Mitglied der Assoziation revolutionärer bildender Künstler und nahm 1931 an deren Ausstellung teil.
1933 floh er nach Paris und wurde Teil der École de Paris. Während des Zweiten Weltkriegs kam Kirszenbaum in Bellac im Limousin unter. Kirszenbaums Werke galten den Nationalsozialisten als Entartete Kunst. 1937 wurde in der Nazi-Aktion „Entartete Kunst“ seine Druckgrafik „Betende Juden“ aus dem Städtischen Kunst- und Gewerbemuseum Dortmund beschlagnahmt und anschließend zerstört. Sein Pariser Atelier wurde von den Deutschen zerstört. Etwa 600 seiner Werke gingen verloren. Seine Frau Helma wurde 1944 von der Gestapo verhaftet, deportiert und ermordet. Er selbst überlebte im Limousin und zog nach Kriegsende zu seiner Schwester, einer Holocaustüberlebenden, nach Brasilien. Er kehrte 1949 nach Frankreich zurück und erhielt die französische Staatsbürgerschaft. Er wandte sich, unterstützt durch die Mäzenin Alix de Rothschild, wieder der Malerei zu. Kirszenbaum stellte unter anderem in Limoges und Paris aus und unternahm Reisen nach Italien und Marokko. 1954 starb er an Krebs.
1997 wurde in Berlin-Treptow die Kirschenbaumstraße nach ihm benannt.
In seinen Bildern verarbeitet Kirszenbaum seine polnisch-jüdischen Wurzeln und später auch das in der Verfolgung Erlebte mit den Mitteln des Expressionismus. David Kirszenbaum gilt als ein herausragendes Beispiel eines verfemten, vergessenen Künstlers. Am Bauhaus Weimar experimentierte er mit ostjüdischen Motiven mit abstrakten Motiven seiner Lehrer Paul Klee, Wassily Kandinsky und Lyonel Feininger, dessen Werke in ihrer Qualität oft mit Marc Chagall verglichen werden. Die überlieferten Karikaturen Kirszenbaums zeigen ihn als kritischen Zeitzeugen der Weimarer Republik. Auch den wachsenden Einfluss der NSDAP auf die deutsche Gesellschaft registrierte er wohl und äußerte sich dazu in seinen Karikaturen. Ein Beispiel sind hierfür Gedenkveranstaltungen wie zu Goethe und deren ideologische Vereinnahmung wie zum Goethe-Jahr (1932).

## Wirkung
Das Werk Kirzenbaums und seine Person waren praktisch dem Vergessen geweiht, zumindest in Deutschland. Die Volkshochschule Weimar stellte sich dem Vergessen entgegen und veranstaltete 2021 eine Ausstellung, bei der zugleich ein Ausstellungskatalog erschien. Die Wirkung dieser Ausstellung zu Kirszenbaum reichte weit über Weimar hinaus, sodass die Ausstellung an weiteren Orten wie außer in Weimar in Starnberg oder in Wesel gezeigt wurde und mediales Interesse erlangte. Die Liste der Ausstellungsorte insbesondere an Volkshochschulen ist lang. Selbst in Italien wie in Padua, Piacenza und Bologna wurde sie gezeigt. Einer der Beiträger des Autorenkataloges ist Bernhard Post.
Schließlich nahm die Politik des Freistaates Thüringen diese zur Kenntnis und vor dem Hintergrund wachsender antisemitischer Übergriffe stellte die Thüringer Staatskanzlei eine Anzeige für Kirszenbaum auf ihre Homepage. Auch war die Ausstellung in den dortigen Räumlichkeiten ausgestellt.
International, insbesondere in Frankreich und Israel stößt Kirszenbaums Person und Werk auf bedeutend größere Resonanz.

## Werke (Auswahl)
- Rabbi am Fenster (Öl auf Leinwand; 41 × 33 cm; Museum Kunst der Verlorenen Generation, Salzburg)[10]

## Ausstellungen (Auswahl)
- Weimar, 1923
- Berlin, 1927 (Galerie "Der Sturm"; mit 80 Aquarellen, Gemälden und Zeichnungen)
- Utrecht, 1931
- Amsterdam, 1932
- Paris, 1935
- Limoges, 1945
- Lyon, 1946, Maison de la Pensée Française
- Paris, 1947, Galerie Quatre Chemins
- São Paulo, 1948,
- Rio den Janeiro, 1948
- Paris, 1951, Galerie Andre Weil
- Paris, 1953, Galerie Au Pont des Arts
- Jerusalem, 1954, Center for advanced art -Tsavta
- Paris, 1963, Galerie Flinker
- Weimar, 2021, Volkshochschule Weimar